# Noch Koroche Dnia
Ночь Короче Дня (en ruso La noche es más corta que el día) es un álbum de estudio de Aria.

## Lista de canciones
Todas las letras escritas por Margarita Pushkina.
| N.º | Título                                                                           | Música                                            | Duración |  |
| 1.  | «Рабство иллюзий» (Rabstvo illiuziy, lit. Esclavitud de la ilusión)              | Vitaly Dubinin, Vladimir Holstinin                | 5:51     |  |
| 2.  | «Паранойя» (Paranoyya)                                                           | Dubinin                                           | 4:59     |  |
| 3.  | «Ангельская пыль» (Angelskaya pyl, lit. Polvo de ángel)                          | Dubinin, Holstinin                                | 6:00     |  |
| 4.  | «Уходи, и не возвращайся» (Uhodi, i ne vozvrashchaysia , lit. Vete y no vuelvas) |                                                   | 3:51     |  |
| 5.  | «Король дороги» (Korol dorogi, lit. Rey de la carretera)                         | Dubinin, Holstinin                                | 4:17     |  |
| 6.  | «Возьми моё сердце» (Vozmi moe serdtse, lit. Toma mi corazón)                    | Dubinin, Holstinin, Valery Kipelov, Sergey Mavrin | 4:06     |  |
| 7.  | «Зверь» (Zver, lit. Bestia)                                                      | Dubinin, Kipelov, Holstinin                       | 3:44     |  |
| 8.  | «Дух войны» (Duh voyny, lit. Espíritu de guerra)                                 | Dubinin                                           | 4:58     |  |
| 9.  | «Ночь Короче Дня» (Noch koroche dnia, lit. La noche es más corta que el día)     | Dubinin, Holstinin                                | 7:14     |  |

## Personal
- Valery Kipelov - Voz
- Vladimir Holstinin - Guitarra
- Sergei Terentev - Guitarra
- Vitaly Dubinin - Bajo, voz
- Alexander Maniakin - Batería

- Datos: Q1969269